# Suissetraffic

Logo der Suissetraffic

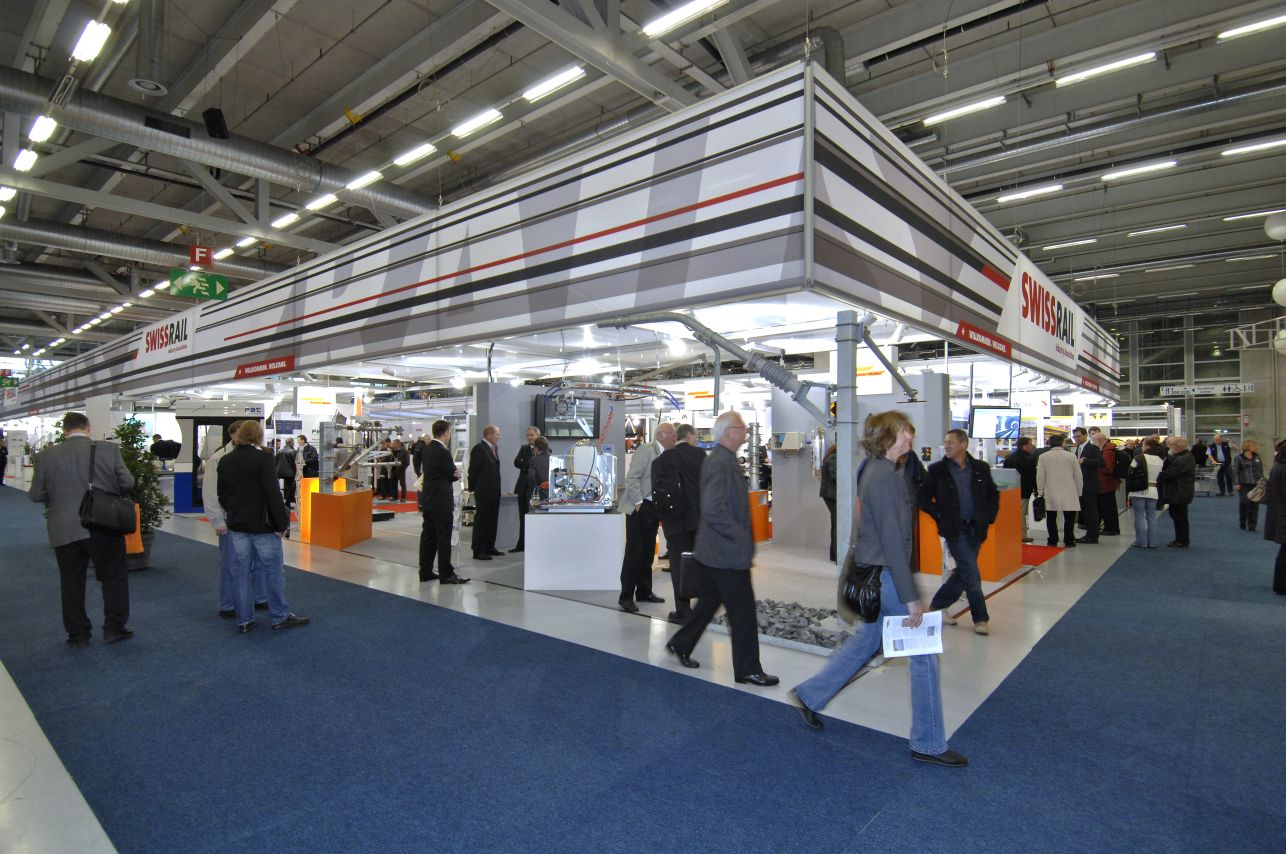
Blick in die Messehalle an der Suissetraffic 2009

Die Suissetraffic war eine internationale Fachmesse für den öffentlichen Verkehr und fand im Abstand von zwei Jahren in Bern statt. Veranstalter der Suissetraffic war die Bernexpo AG.

## Entstehung und Konzept
Durch den Wechsel der suissetransport von den geraden auf die ungeraden Jahre kam es zwischen Bern und Fribourg zu einer Terminkollision. Die praktisch gleichzeitige Durchführung der beiden Nutzfahrzeugmessen im Jahr 2007 in Fribourg und Bern führte zu einer Verunsicherung des Marktes und zur Unzufriedenheit bei Verbänden, Besuchern, Ausstellern und Medien. Auch für die Messeplätze Fribourg und Bern war diese Situation unbefriedigend und führte zu Unstimmigkeiten.
Bern konzentrierte sich 2009 mit der neu konzipierten Messe Suissetraffic auf den öffentlichen Verkehr und Fribourg mit seiner Messe transport fribourg auf den strassengebundenen Verkehr. Letztgenannte Messe findet seit 2011 unter dem Namen transportCH in Bern statt.
Bei ihrer ersten Durchführung im Jahr 2009 zählte die Suissetraffic 163 Aussteller und über 5'000 Besucher auf einer Fläche von 20.000 m². Die Suissetraffic war europaweit die einzige Fachmesse, welche die Bereiche Bahn-, Bus-, Seilbahntechnologie und Tunnelbau unter dem Blickwinkel des öffentlichen Verkehrs unter einem Dach präsentierte.

## Ausstellungsbereiche
Als internationale Fachmesse für den öffentlichen Verkehr waren an der Suissetraffic folgende Branchen vertreten:
| - Bahntechnologie - Bahninfrastruktur - Transport IT | - Verkehrsdienstleistungen - Güterumschlag und Logistik - Busse und Bustechnologie | - Seilbahntechnologie - Strecken- und Tunnelbau - Aus- und Weiterbildung |

## Fachthemen
Neben den kommerziellen Ausstellungsbereichen wurden an der Suissetraffic jeweils Symposien und Fachtagungen angeboten. Hauptthemen dabei waren
- die jährliche Steigerungsrate der Mobilität und der damit verbundene Ausbau der Verkehrsinfrastruktur,
- die Entwicklungen der Industrie zur Bewältigung der steigenden Nachfrage nach Mobilität,
- die Steuerung der Wachstumspolitik und der Mobilität mit den damit verbundenen Finanzierungsfragen für die Verkehrsinfrastruktur sowie
- die Stossrichtungen der Mobilitätsentwicklungen in der EU.

## Termine
- 11. bis 14. November 2009
- 6. bis 9. September 2011
- 27. bis 29. Mai 2013 (im Rahmen des 60. UITP World Congress and Exhibition in Genf)